# Pan-mongolisme

Régions communément associées à l'irrédentisme mongol.

Le pan-mongolisme est une idée irrédentiste qui prône la solidarité culturelle et politique des Mongols,. Le territoire revendiqué, appelé « Grande Mongolie » (en mongol : Dáяár Мóngoл, Dayaar Mongol) ou « Toute la Mongolie » (Хаmáг Мóngoл), comprend habituellement l'État indépendant de Mongolie, la région chinoise de Mongolie-Intérieure et la région russe de Bouriatie. Parfois, la république autonome de Touva, la République de l'Altaï et des parties du Xinjiang, du kraï de Transbaïkalie et de l'oblast d'Irkoutsk sont également inclus. En 2006, toutes les régions de la Grande Mongolie, à l'exception de la Mongolie, n'ont pas de population majoritairement mongole.
Le mouvement nationaliste émerge au XXe siècle, en réponse à l'effondrement de la dynastie Qing et à la possibilité d'un État mongol indépendant. Après que l'Armée rouge eut aidé à établir la République populaire mongole, la politique étrangère de la Mongolie privilégie la reconnaissance de l'indépendance plutôt que l'expansion territoriale. Après la révolution mongole de 1990, qui a mis fin au régime communiste en Mongolie, un certain nombre d'organisations voient le jour pour promouvoir le pan-mongolisme, mais n'ont guère de soutien populaire.

## Histoire

### Début duXXesiècle

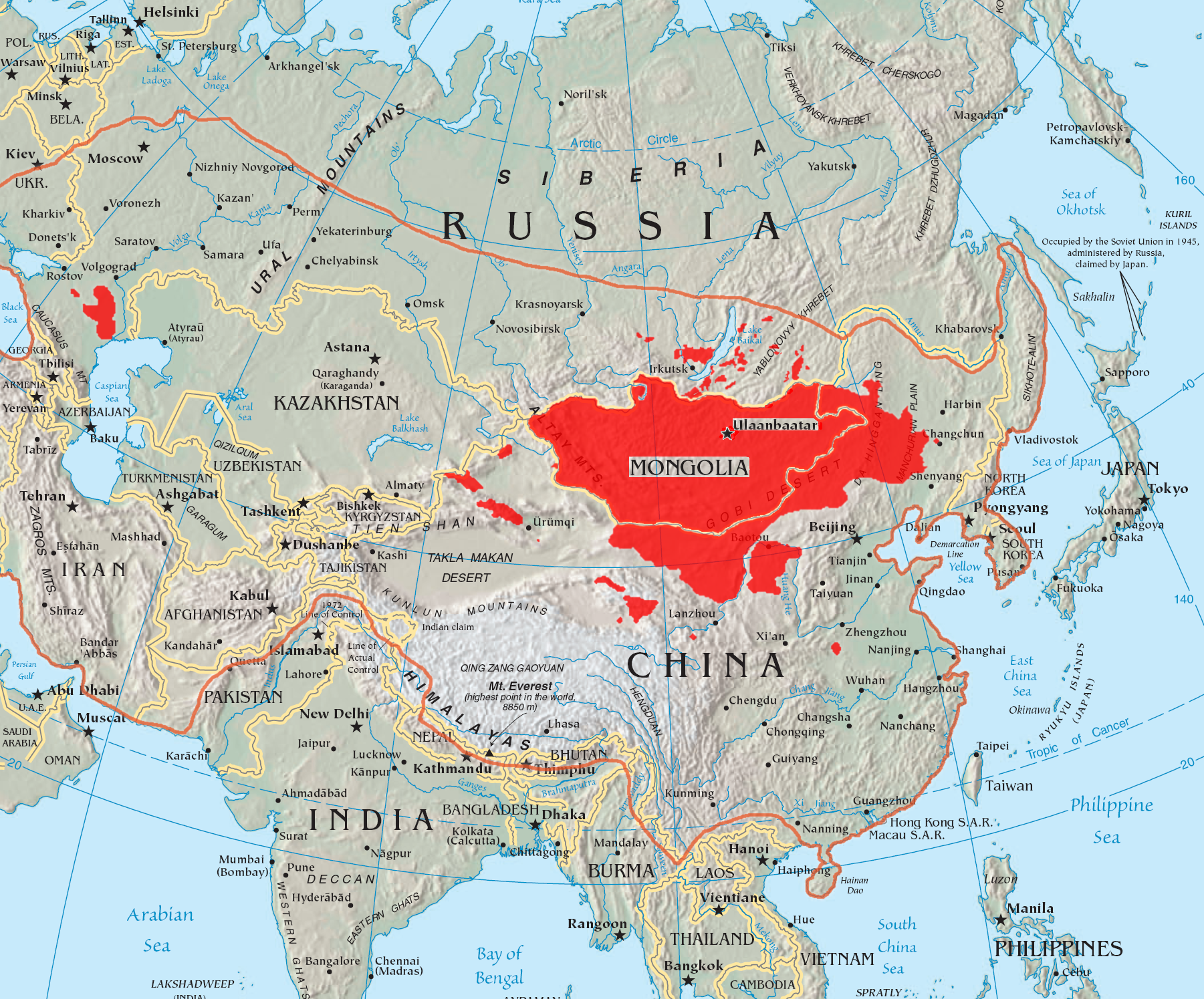
Concentrations des populations mongoles (en rouge) par rapport à l'étendue de l'Empire mongol (en orange).

La dynastie Qing (1644-1912) contrôle la Mongolie moderne, Touva, la Mongolie occidentale et la Mongolie-Intérieure. Cependant, avant que la République populaire de Chine n'étende considérablement le territoire de la Mongolie-Intérieure à sa forme actuelle, la Mongolie intérieure ne fait référence qu'aux régions mongoles situées dans les provinces chinoises de Ningxia, Suiyuan et Chahaer. Les Mongols de Mandchourie, connus à l'époque sous le nom de Xing'an mais maintenant sous le nom de Hulunbuir, étaient considérés comme ethniquement distincts des tribus mongoles intérieures et extérieures, et cette région était appelée « Mongolie orientale ». La Mongolie intérieure, qui rejoint les Qing en 1636 en tant qu'alliés plutôt que sujets conquis, est directement administrée et taxée par les Qing. La Mongolie extérieure reçoit davantage d'autonomie, des droits nomades, et son propre centre bouddhiste,. Ayant colonisé la Bouriatie au XVIIe siècle, et le bassin de l'Amour en 1862, le gouvernement impérial russe poursuit une « politique expansionniste à long terme destinée à arracher un jour le contrôle de la Mongolie à la Chine ».
Au tournant du XXe siècle, les Qing, estimant que les Russes auraient plus de difficultés à annexer des territoires habités par de nombreux Han, assouplissent leurs nombreuses restrictions sur la colonisation des Han en territoire Qing. Cette politique stimule un nationalisme anti-chinois pour la Grande Mongolie chez quelques Mongols.
En 1911, la Mongolie déclare son indépendance et fonde le Khaganat de Mongolie du Bogdo.
Lorsque la dynastie Qing s'effondre avec la création de la nouvelle République de Chine en 1912, la plupart des principautés mongoles intérieures s'allient avec les Mongols extérieurs plutôt qu'avec le Khaganat de Mongolie. Les premiers dirigeants républicains chinois utilisent des slogans comme drapeau à cinq couleurs, la démocratie et la méritocratie pour tenter de persuader tous les Mongols d'adhérer à la nouvelle république. Cependant, ils n'ont jamais vraiment réussi à cacher leur condescendance à l'égard des peuples frontaliers. À l'été 1911, les princes mongols décident déjà de déclarer leur indépendance et de se tourner vers la Russie pour obtenir leur soutien. Ils rencontrent des représentants russes à Oulan-Bator et persuadent la Russie de défendre l'autonomie mongole au sein de la Chine. Les Russes comprennent que cette autonomie ne s'appliquait qu'à la Mongolie Extérieure, mais les princes l'interprètent comme la sanctification d'une Grande Mongolie de la Mongolie extérieure, de la Mongolie-Intérieure, de la Mongolie orientale et de Tannu Uriankhai (Tuva).
Le prince de Mongolie-Intérieure Gungsangnorbu correspond avec le gouvernement autonome d'Oulan-Bator sur la possibilité d'une Grande Mongolie. Ils constatent qu'ils sont en désaccord sur un tel État, en raison du mode de vie agricole des Mongols intérieurs et de leur orientation vers la Chine, contrastant avec le mode de vie nomade des Mongols extérieurs et leur orientation vers la Russie.
Les légendes se répandent parmi les Oïrats restants qu'Amoursana n'était pas mort après avoir fui en Russie, mais qu'il était vivant et qu'il retournerait auprès de son peuple pour les libérer de la domination mandchoue Qing et restaurer la nation Oirat. Des prophéties circulent sur le retour d'Amoursana et la renaissance des Oïrats dans la région de l'Altaï,. L'Oïrat Kalmyk Ja Lama prétend être un petit-fils d'Amoursana, puis une réincarnation d'Amoursana lui-même, prêchant la propagande anti-mandchoue en Mongolie occidentale dans les années 1890 et appelant au renversement de la dynastie Qing. Ja Lama est arrêté et expulsé à plusieurs reprises. Cependant, il retourne chez les Oïrats dans l'Altaï en 1910 et, en 1912, il aide les Mongols extérieurs à monter une attaque contre la dernière garnison Qing à Kovdor, où les Mandchous refusent de partir et combattent l'État mongol nouvellement déclaré indépendant,,,. La force Qing est défaite et massacrée par les Mongols après la chute de Kovdor,.
Ja Lama dit aux survivants oïrats au Xinjiang : « Je suis un moine mendiant du royaume du tsar russe, mais je suis né des grands Mongols. Mes troupeaux sont sur la Volga, ma source d'eau est l'Irtych. Il y a beaucoup de guerriers héroïques avec moi. J'ai beaucoup de richesses. Maintenant, je suis venu à votre rencontre, vous les mendiants, vous les restes des Oïrats, au moment où commence la guerre pour le pouvoir. Soutiendrez-vous l'ennemi ? Ma patrie est l'Altaï, l'Irtych, Khobuk-sari, Emil, Bortala, Ili et Alataï. C'est la mère patrie Oïrat. Par descendance, je suis l'arrière-petit-fils d'Amoursana, la réincarnation de Mahakala, propriétaire du cheval Maralbashi. Je suis celui qu'ils appellent le héros Dambijantsan. Je suis venu pour ramener mes pâturages dans mon pays, pour rassembler mes serviteurs et mes esclaves, pour rendre grâce, et pour circuler librement ».
Ja Lama construit un fief d'Oïrat centré autour de Kovdor, lui et ses camarades oïrats de l'Altaï voulant émuler le khanat originel dzoungar et construire une autre grande nation Oïrat à partir des nomades de l'ouest de la Chine et de la Mongolie. Ils sont cependant arrêtés par les Cosaques russes et déporté en 1914 à la demande du gouvernement mongol, après que les Mongols locaux se soient plaints de ses excès, et par crainte qu'il ne crée un État séparatiste oïrat et ne les sépare des Mongols de Khalkha. Ja Lama retourne en Mongolie en 1918, reprend ses activités et subvient à ses besoins en extorquant des caravanes de passage,,, mais il est assassiné en 1922 sur ordre des nouvelles autorités communistes mongoles de Damdin Sükhbaatar,,.
La partie mongole-bouriate des cosaques de Transbaïkalie Grigori Semenov déclare un « Grand État mongol » en 1918, et prévoit d'unifier les terres mongoles des Oïrat, des portions du Xinjiang, de la Transbaïkalie, de la Mongolie-Intérieure, de la Mongolie-Extérieure, de Tannu Uriankhai, de Kovdor, de Hu-lun-pei-erh et du Tibet en un seul État mongol.
De 1919 à 1921, une armée chinoise dirigée par Xu Shuzheng occupe la Mongolie-Extérieure. Après le retrait des troupes chinoises du territoire, en 1932, le pourcentage de la population Han de la main d'œuvre industrielle chute de 63 % à 10 %.

### Seconde Guerre mondiale
La révolution mongole de 1921 fixe les frontières actuelles de la Mongolie pour inclure seulement la Mongolie-Extérieure, parce que les Soviétiques souhaitent la mise en place d'un État tampon. Le mongol-bouriate Agvan Dorjiev essaya de plaider pour les régions mongoles d'Oïrat comme Tarbagatai, Ili et l'Altaï pour être annexées à l'État de Mongolie-Extérieure. Craignant de provoquer la Chine, les Soviétiques rejettent cette proposition d'ajouter l'Oïrat Dzungaria au nouvel État. Après l'invasion japonaise de la Chine en 1937, les Japonais installent le gouvernement fantoche de Mengjiang en Mongolie-Intérieure, et le Mandchoukouo pour inclure la Mongolie-Orientale. La politique impériale japonaise flirte avec le pan-mongolisme comme une arme contre les Chinois, mais elle maintient les clivages politiques traditionnels chinois des Mongols, son objectif principal étant de promouvoir la langue et la culture japonaises et non mongoles. Pendant l'occupation japonaise, les conflits frontaliers soviéto-japonais opposent les Mongols des deux côtés de la frontière sino-mongole et, selon un érudit, « finalisent la séparation permanente de la Mongolie et de la Mongolie-Intérieure ». Néanmoins, la propagande de guerre de l'Union soviétique et de la Mongolie-Extérieure encourage les Mongols intérieurs et orientaux à lutter contre les Japonais pour créer une Grande Mongolie.
En 1943, le bureau des Affaires étrangères et du Commonwealth britannique prédit que l'Union soviétique promouvra l'idée d'une Grande Mongolie pour détacher la Mongolie-Intérieure et la Mongolie-Orientale de l'influence chinoise. Un an plus tard, la République satellite de Tannou-Touva est annexée à la RSFS de Russie. Lors de l'invasion soviétique de la Mandchourie en août 1945, les troupes mongoles extérieures occupent la Mongolie-Intérieure et Orientale, et des dirigeants collaborateurs japonais comme De Wang sont enlevés en Mongolie-Intérieure pour y inculquer les idéaux pan-mongols. Conscient d'une menace imminente pour l'intégrité territoriale de la Chine, Tchang Kaï-chek signe un accord avec les Soviétiques pendant l'occupation mongole qui accorde à la Chine la reconnaissance de l'indépendance de la Mongolie-Extérieure. En échange de la réalisation de cet objectif de politique étrangère soviétique de longue date, l'accord stipule que l'indépendance de la Mongolie ne serait effective que « dans les frontières existantes ». Les troupes mongoles extérieures se retirent ensuite de Chine. En 1947, Chiang renouvelle sa revendication sur la Mongolie-Extérieure, en réponse aux incursions mongoles présumées dans le Xinjiang chinois lors de la bataille de Pei-ta-shan.

### Années 1949-1990
La Révolution communiste chinoise voit la République populaire de Chine reconnaître l’indépendance de la Mongolie, et promet une nouvelle ère de fraternité communiste entre les gouvernements chinois, mongol et soviétique. La même année, le diplomate soviétique Anastase Mikoïan se rend au quartier-général du Parti communiste chinois à Xibaipo pour négocier un nouveau traité sino-soviétique. Le dirigeant chinois Mao Zedong s'interroge sur la possibilité d'une Grande Mongolie sous contrôle chinois ; le dirigeant soviétique Joseph Staline répond, par l'intermédiaire de Mikoïan, que puisque la Mongolie extérieure ne renoncerait jamais volontairement à son indépendance, la seule façon d'arriver à une Grande Mongolie serait de perdre le territoire chinois. Mao abandonne par la suite tout espoir d'une Grande Mongolie dirigée par les Chinois. La Chine et l'Union soviétique appliquent des politiques ethniques différentes à l'égard de leurs minorités mongoles. Alors que la Russie encourage les identités locales, la Chine encourage les Mongols à ne pas mettre l'accent sur leur identité tribale et locale et à s'identifier simplement comme des « Mongols ». Le gouvernement communiste mongol promeut l'idée que tous les Mongols doivent être assimilés au sous-groupe Khalkha, rejetant l'idée d'une Grande Mongolie inclusive comme étant déloyale envers la Mongolie.
Au début des années 1950, le dirigeant mongol Yumjagiyn Tsedenbal se rend en Chine pour demander de l'aide en matière de subventions et de travail. La Chine et l'Union soviétique collaborent également pour organiser des festivals pan-mongols entre la Mongolie-Intérieure et la République populaire mongole. Cependant, le Parti communiste de l'Union soviétique interdit les célébrations en l'honneur de Genghis Khan en raison de l'attitude négative de la Russie à l'égard des conquêtes mongoles,. La rupture sino-soviétique de 1960 amène la Mongolie à s'aligner sur la puissance qu'elle considérait comme moins menaçante, à savoir l'URSS, et à publier des articles pan-mongols provocateurs dans la presse d'État mongole. Au cours des années 1980, les relations sino-mongoles s'améliorent avec l'échange d'équipes de lutte mongoles et l'engagement de Mikhaïl Gorbatchev de retirer les troupes soviétiques de Mongolie.

### Depuis 1990
Après la révolution mongole de 1990 qui crée une Mongolie « véritablement indépendante » à l'écart de l'influence soviétique, la Chine et la Russie expriment leurs craintes que le nationalisme pan-mongol qui s'épanouit en Mongolie ne pénètre dans leurs frontières. Un regain du sentiment pan-mongol donne lieu à une série de conférences « Union des trois Mongolies » à Oulan-Bator, ainsi qu'à des organisations financées par le gouvernement pour le « développement culturel mongol à l'international ». En 1992, le ministère des Affaires étrangères de la Mongolie publie une liste exhaustive des territoires que le pays prétend avoir « perdus » au profit de diverses régions de la Chine et de la Russie, lors des démarcations frontalières de 1915, 1932, 1940, 1957, 1962 et 1975. Dans le même temps, trois grandes critiques du pan-mongolisme apparaissent en Mongolie. La première met l'accent sur le nationalisme mongol, selon lequel la Mongolie doit intégrer les minorités non mongoles existantes, telles que les Kazakhs, au lieu de s'étendre au-delà de ses frontières. La seconde présente une théorie raciste, considérant les Khalkhas comme les Mongols les plus « purs », et percevant les Bouriates et les Mongols intérieurs comme des « métis » russes et chinois respectivement. La troisième critique note que le pouvoir politique des individus se trouvant à l'intérieur des frontières actuelles de la Mongolie serait dilué dans une Grande Mongolie. Les nationalistes centrés sur les Khalkhas discriminent les Oïrat et les Bouriates de Russie et les Mongols intérieurs de Chine, les considérant respectivement comme des agents de la Russie et de la Chine,,.
En 1994, la Chine et la Mongolie signent un traité par lequel elles s'engageaient à respecter l'intégrité territoriale de l'autre. La même année, la branche de la Mongolie-Intérieure du Parti communiste chinois rejette et condamne explicitement l'idée d'une Grande Mongolie, invoquant la « menace à l'unité » de la Chine et la prédominance probable de la Mongolie dans une telle union. En raison de l'existence d'un État mongol indépendant, les Mongols intérieurs n'aspirent généralement pas à la formation de leur propre État indépendant. Les sentiments ne sont pas réciproques, car l'histoire et la géographie de la Chine ne sont pas enseignées dans les écoles mongoles et les connaissances des Mongols intérieurs sur la Mongolie est faible. À l'instar du gouvernement de Mongolie-Intérieure, les hauts responsables Bouriates réagissent à l'idée de Grande Mongolie en rejetant le fait que les Bouriates soient des Mongols. Depuis la normalisation des relations sino-mongoles en 1994, le gouvernement mongol ne soutient pas l'idée de la Grande-Mongolie, mais tolère en Mongolie des organisations qui la soutiennent, comme le journal Il Tovchuu. Diverses organisations marginales en Mongolie prônent une Grande-Mongolie.